# بيلي جايلز
بيلي جايلز (بالإنجليزية: Billy Giles)‏ هو سياسي بريطاني، ولد في 3 سبتمبر 1957 في بلفاست في المملكة المتحدة، وتوفي بنفس المكان في 25 سبتمبر 1998 بسبب شنق.